# Estudiotel Alicante, Riscal
Le Estudiotel Alicante, aussi connu sous le nom de Riscal ou Appartotel Riscal, est un gratte-ciel de la ville espagnole d'Alicante. Il se trouve dans le centre de la ville, dans la rue Poeta Vila y Blanco, une rue transversale de l'avenue commerçante Federico Soto, et très proche de la Plaza de los Luceros.
Son meilleur point de vue est la façade sud, où se peut remarquer le jeu géométrique. Il mesure 117 mètres et compte 35 étages, il s'agit du bâtiment le plus grand de la ville. Il a été réhabilité récemment,.